# 應曆
應曆（951年九月—969年二月）是遼穆宗耶律璟的年号。辽朝使用该年号共19年。

## 改元
- 天祿五年——九月四日，耶律察割將遼世宗殺死。九月八日，遼穆宗耶律璟即位，改元應曆。[2]
- 應曆十九年——二月二十二日，遼穆宗被殺。二月二十三日，遼景宗耶律賢即位，改元保寧。[3][4][5]

## 紀年對照表
| 应历 | 元年   | 二年   | 三年   | 四年   | 五年   | 六年   | 七年   | 八年   | 九年   | 十年  |
| ---- | ------ | ------ | ------ | ------ | ------ | ------ | ------ | ------ | ------ | ----- |
| 公元 | 951年  | 952年  | 953年  | 954年  | 955年  | 956年  | 957年  | 958年  | 959年  | 960年 |
| 干支 | 辛亥   | 壬子   | 癸丑   | 甲寅   | 乙卯   | 丙辰   | 丁巳   | 戊午   | 己未   | 庚申  |
| 应历 | 十一年 | 十二年 | 十三年 | 十四年 | 十五年 | 十六年 | 十七年 | 十八年 | 十九年 |       |
| 公元 | 961年  | 962年  | 963年  | 964年  | 965年  | 966年  | 967年  | 968年  | 969年  |       |
| 干支 | 辛酉   | 壬戌   | 癸亥   | 甲子   | 乙丑   | 丙寅   | 丁卯   | 戊辰   | 己巳   |       |

## 同期存在的其他政权年号
- 中國
  - 乾祐（948年至956年）：後漢—劉知遠、劉承祐，北漢—劉旻、劉鈞之年號
  - 天會（957年至973年）：北漢—劉鈞、劉繼恩、劉繼元之年號
  - 广顺（951年－953年）：後周—郭威之年號
  - 显德（954年－960年）：後周—郭威、柴榮、柴宗訓之年號
  - 建隆（960年－963年）：北宋—宋太祖趙匡胤之年號
  - 乾德（963年－968年）：北宋—宋太祖趙匡胤之年號
  - 开宝（968年－976年）：北宋—宋太祖趙匡胤之年號
  - 保大（943年－957年）：南唐—李璟之年號
  - 中興（958年）：南唐—李璟之年號
  - 交泰（958年）：南唐—李璟之年號
  - 乾和（943年－958年）：南漢—劉晟之年號
  - 大寶（958年－971年）：南漢—劉鋹之年號
  - 广政（938年－965年）：後蜀—孟昶之年號
  - 至治（946年－951年）：大理—段思良之年號
  - 明德（952年）：大理—段思聰之年號
  - 廣德（953－967年）：大理—段思聰之年號
  - 順德（968年）：大理—段思聰之年號
  - 明政（969年－985年）：大理—段素順之年號
  - 同慶（912年－966年）：闐—尉遲烏僧波之年號
  - 天尊（967年－977年）：于闐—尉遲蘇拉之年號
- 日本
  - 天曆（947年－957年）：村上天皇之年号
  - 天德（957年－961年）：村上天皇之年号
  - 應和（961年－964年）：村上天皇之年号
  - 康保（964年－968年）：村上天皇之年号
  - 安和（968年－970年）：冷泉天皇與圓融天皇之年号

## 参見
- 中國年號索引

## 深入閱讀
- 李崇智. . 北京: 中華書局. 2004年12月. ISBN 7101025129.
- 鄧洪波. . 臺北: 國立臺灣大學東亞經典與文化研究計劃. 2005年3月  [2021-11-26]. ISBN 9789860005189. （原始内容 (pdf)存档于2007-08-25）.

| 前一年號： 天祿 | 辽朝年号 | 下一年號： 保寧 |